# 斯波正樹
斯波 正樹（しば まさき、1986年（昭和61年）4月26日 - ）は、日本のスノーボード選手。
2018年平昌オリンピックでは男子パラレル大回転に出場しし、2009年、2011年、2013年、2015年、2017年、2019年のスノーボード世界選手権にも出場した。
日本の武家のひとつで、室町幕府将軍足利氏の有力一門、斯波氏の末裔。

## 来歴
山形県山形市出身。小学2年生まで、東京都府中市で育つ。祖父母が営んでいたレンタルスキー店を父が継ぐため、小学校3年の春（1995年）に山形に引っ越す。
中学校2年生の冬に初めてイタリアでのISFジュニア世界選手権に出場し優勝。世界一になる。。2002年（平成14年）に山形県立山形南高等学校に入学しスキー部に入部。2005年（平成17年）9月からはカナダに留学。
2016年にRIZAP株式会社に所属となる。
2021年に地元山形市に本拠地を置く、株式会社ジョインの所属となる。